# Sicya olivata
Sicya olivata är en fjärilsart som beskrevs av Barnes och Mcdunnough 1916. Sicya olivata ingår i släktet Sicya och familjen mätare. Inga underarter finns listade i Catalogue of Life.